# Casa Cosan (la Vall de Boí)
La Casa Cosan és una obra de la Vall de Boí (Alta Ribagorça) inclosa a l'Inventari del Patrimoni Arquitectònic de Catalunya.

## Descripció
Casa pagesa constituïda pels edificis de l'habitatge i el de paller i corts, que formen una L en planta.
L'habitatge és de planta rectangular i consta de semi-soterrani, dos pisos i golfes sota la coberta que és a tres vessants amb una llucana al vessant sud. La façana est, que és la principal i d'accés, té les obertures ordenades segons tres eixos verticals i els paraments són de maçoneria igual que les façanes nord i oest. La façana sud està arrebossats i les seves finestres són noves.
L'edifici de corts i paller, disposat amb el carener en direcció Nord-Sud té l'entrada pel cul de sac del C. De la Muralla. Es un edifici amb molt poques obertures i un interessant joc de cobertes.